# Argenton-Notre-Dame
Argenton-Notre-Dame ist eine Ortschaft und eine Commune déléguée in der französischen Gemeinde Bierné-les-Villages mit 220 Einwohnern (Stand: 1. Januar 2022) im Département Mayenne in der Region Pays de la Loire. Die Einwohner werden Argentonais genannt.
Die Gemeinde Argenton-Notre-Dame wurde am 1. Januar 2019 mit Bierné, Saint-Laurent-des-Mortiers und Saint-Michel-de-Feins zur Commune nouvelle Bierné-les-Villages zusammengeschlossen. Sie hat seither den Status einer Commune déléguée. Die Gemeinde Argenton-Notre-Dame gehörte zum Arrondissement Château-Gontier und zum Kanton Azé.

## Geographie
Argenton-Notre-Dame liegt etwa 34 Kilometer nördlich von Angers. Umgeben wurde die Gemeinde Argenton-Notre-Dame von den Nachbargemeinden Châtelein im Norden, Bierné im Osten und Nordosten, Saint-Michel-de-Feins im Süden und Osten, Daon im Süden und Südwesten sowie Coudray im Westen und Nordwesten.

## Bevölkerungsentwicklung
| Einwohner                  | 236 | 195 | 188 | 161 | 187 | 181 | 203 | 213 |
| Quellen: Cassini und INSEE |     |     |     |     |     |     |     |     |

## Sehenswürdigkeiten

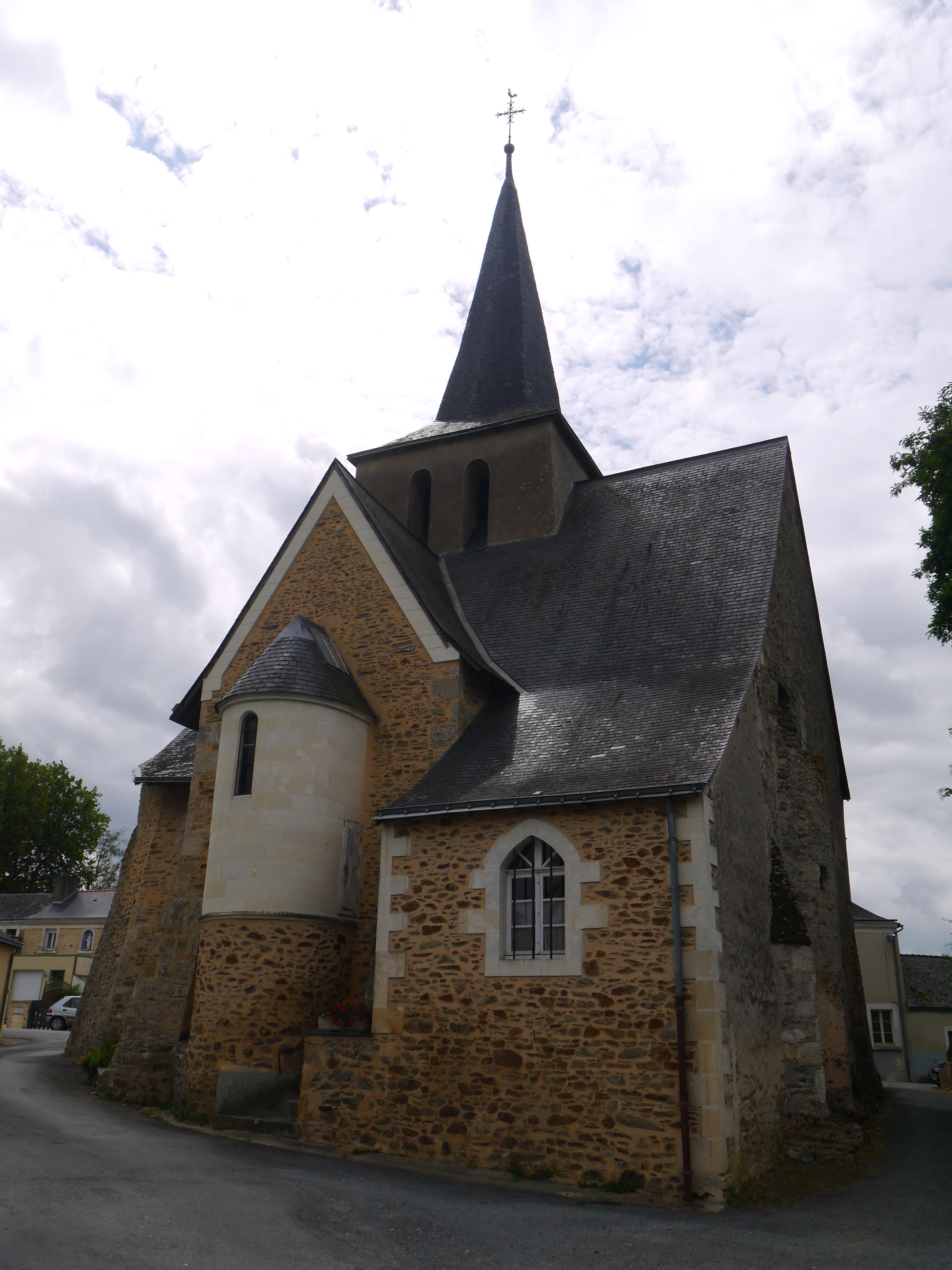
Kirche Notre-Dame
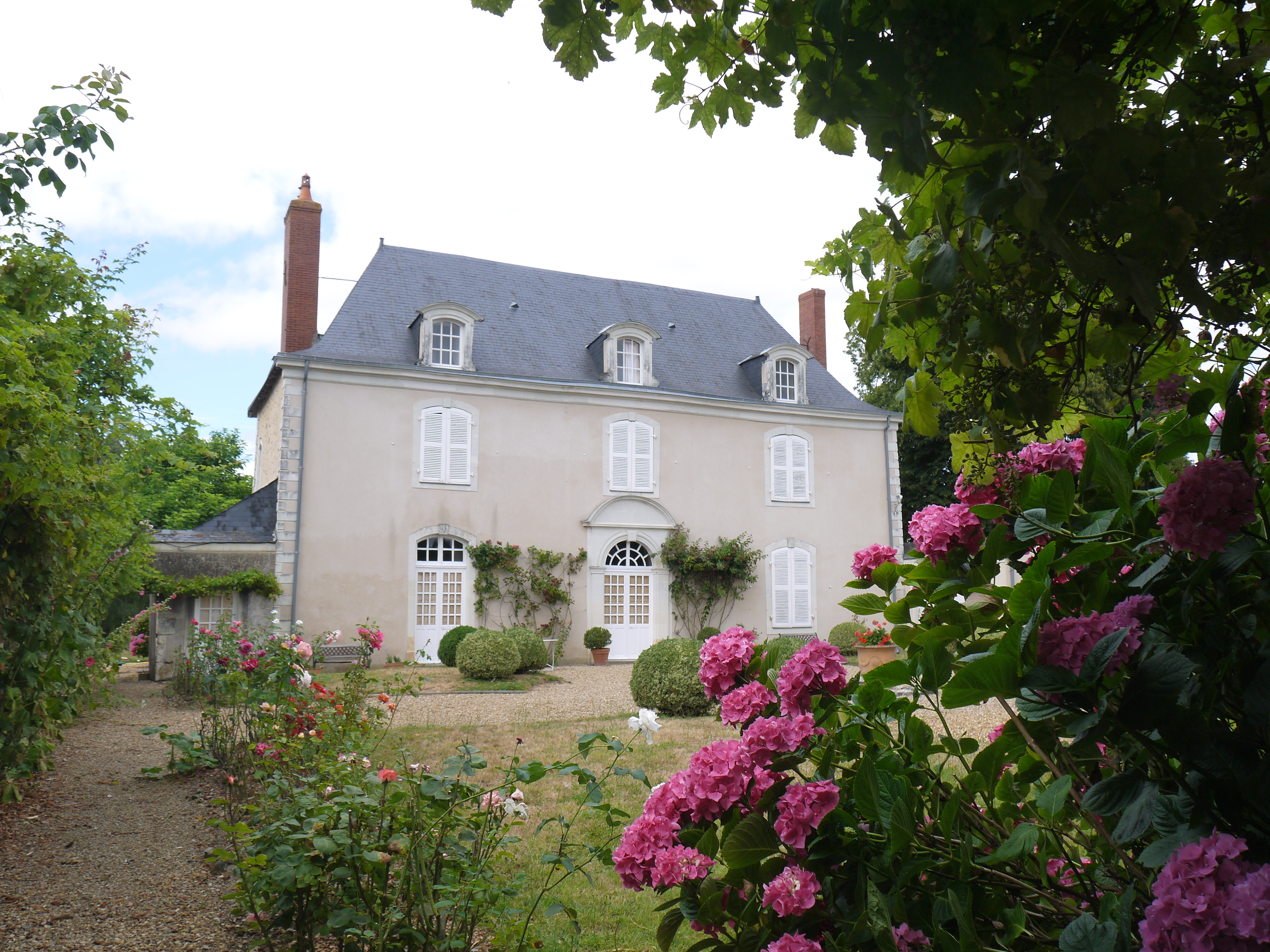
Ehemaliges Pfarrhaus
- Domäne von Tertinière
- Schloss La Bossivière
- Schloss La Fautraise
- Schloss La Sionnière

- Kirche Notre-Dame
- Ehemaliges Pfarrhaus